# روث باكي
روث باكي (بالنرويجية البوكمول: Ruth Bakke)‏ هي معلمة موسيقى وملحنة نرويجية، ولدت في 2 أغسطس 1947.

## وصلات خارجية
- روث باكي على موقع ميوزك برينز (الإنجليزية)